# LG 뉴 초콜릿
LG 뉴 초콜릿(LG New Chocolate, LG BL40)는 LG전자가 2009년에 출시한 휴대 전화기이다.

## 같이 보기
- 싸이언 뉴 초콜릿